# Tossa de Mar
Tossa de Mar est une commune de la province de Gérone, en Catalogne, en Espagne, de la comarque de la Selva. Elle est une station balnéaire célèbre pour ses maisons blanches et ses nombreuses plages comme la plage Gran, la plage El Codolar et la plage de Mar Menuda. C’est un des quelques villages maritimes où la forêt arrive encore jusqu’à la mer. Il est divisé en deux parties différentes : la Vieille ville (Vila Vella) aussi appelée Ville Haute, aux murailles médiévales célèbres et la ville basse dont la superficie est plus importante et qui est plus urbanisée, plus moderne.

## Géographie

### Localisation
La commune de Tossa de Mar est située sur les bords de la Méditerranée en Catalogne, à l’extrémité sud de la costa brava, à 15 km de l’embouchure du fleuve Tordera qui marque la frontière entre la Costa Brava et la côte du Maresme.
Le village de Tossa est une des stations balnéaires les plus connues de la Costa Brava, blottie au creux de montagnes en grande partie recouvertes de forêts. Au sud de Sant Feliu de Guíxols et au nord de Lloret de Mar, Tossa est l’exemple type d’une ville côtière catalane.

### Climat
Climat de type méditerranéen (chaud en été, doux en hiver) .

### Voies de communication et transports
L’Aéroport de Gérone-Costa Brava se situe à 38 km de Tossa. Celui de Barcelone se trouve à 107 km.
En train : la gare de Blanes est à 21 km de Tossa et la gare de Gérone à 40 km.
Des transports en bateaux (port de Barcelone) sont également possibles de même que des bateaux touristiques.
Réseau de gares d’autocars : entre Tossa, Estació del Nord de Barcelone et Lloret à 12 km de Tossa.

## Histoire
Tossa est une cité d’origine pré-romaine. Des traces archéologiques ont permis de retrouver son nom originel, Turissa, donné par les Ibères qui l’ont occupé avant les Romains.
C’est une zone classée car elle est entourée d’une enceinte très bien conservée datant du XIIe siècle. Celle-ci est pourvue de plusieurs petites tours fortifiées. À l’époque de sa plus grande splendeur au XVe siècle, la ville était constituée d’à peu près 80 maisons.

## Politique et administration

### Jumelages
- Villeparisis (France)
- Playa del Carmen (Mexique)

## Population et société

### Manifestations culturelles et festivités
Un pèlerinage (el pelegri) de 40 km a lieu depuis environ 1400 au temps où la ville était menacée par la peste.[Quand ?]
Son carnaval est également très populaire et renommé dans toute la Catalogne. Son cortège rassemble tous les habitants jusqu’à l’enterrement de la Sardine qui clôt la fête.

## Économie
L'économie dominante de Tossa était à l'origine basée sur le liège et le vin qui étaient connus en Europe entière. La pêche prenait la troisième place dans la hiérarchie des revenus. Après que le film culte Pandora, avec Ava Gardner en rôle principal, a été tourné à Tossa le petit village s'est transformé en ville touristique. Le tourisme est donc aujourd'hui la ressource principale pour les habitants.
Tossa offre un panel de 64 hôtels et résidences ainsi que de nombreux bars et boites très diversifiés.

## Culture locale et patrimoine

### Lieux et monuments

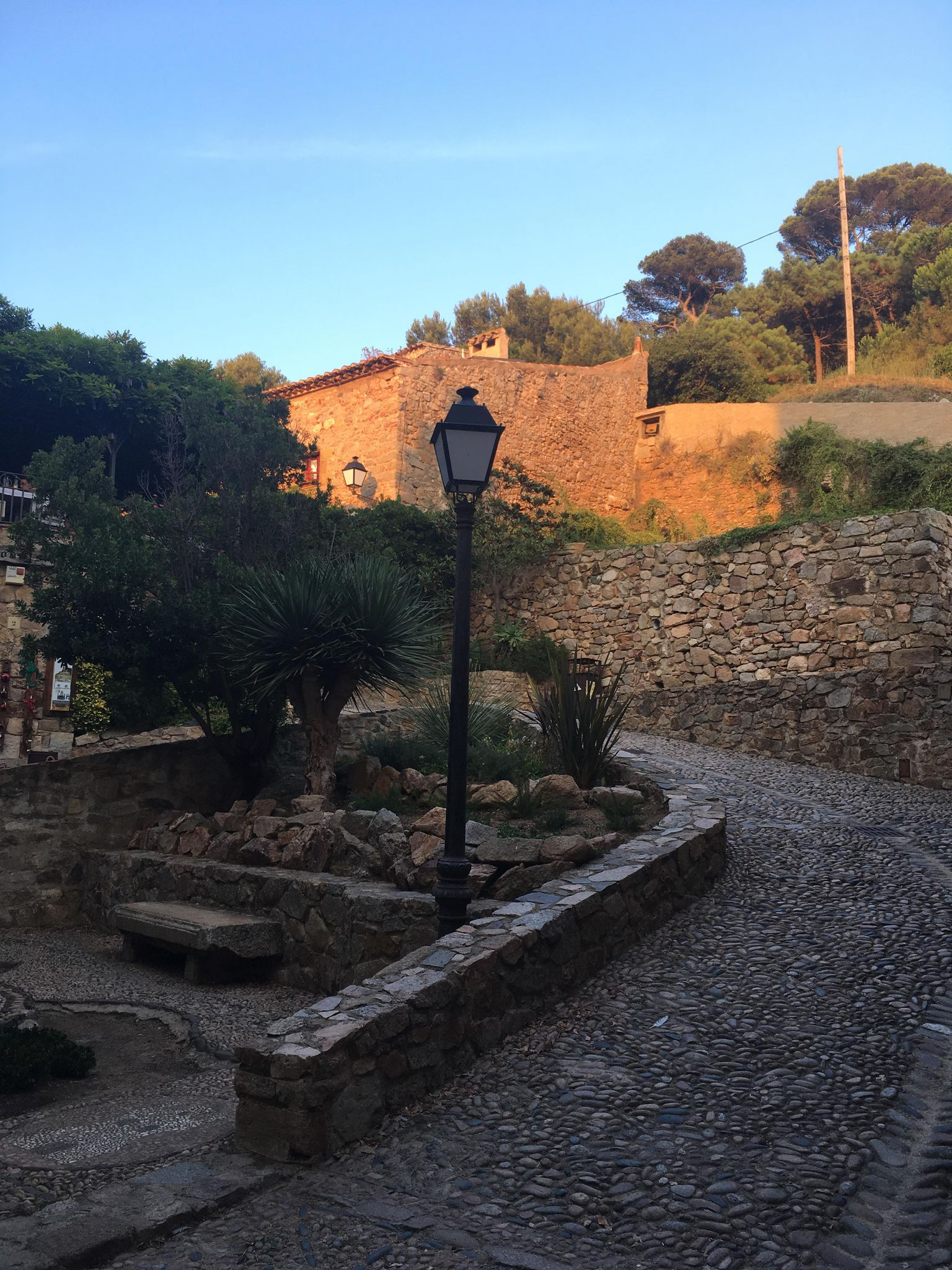
Vue de l'intérieur sur les fortifications situées à Tossa de Mar.

- Vue de l'intérieur sur les fortifications situées à Tossa de Mar. Les murailles d’enceinte de la Vila Vella sont classées comme monument historique et artistique national. C’est le seul exemple de cité médiévale fortifiée qui existe aujourd’hui sur la côte de Catalogne. Elles ont subi des restaurations aux XIVe et XVIIIe siècles. Les murailles comprennent quatre donjons et trois tours cylindriques couronnées de mâchicoulis. Ces tours très renommées sont : la tour d’en Joanás, qui domine la baie, la tour des Heures qui doit son nom au fait que c’était le seul endroit où il y avait une horloge publique, il y avait aussi la tour d’es Codolar ou tour de l’hommage qui préside la plage de Codolar.
- Le musée municipal est installé dans une maison médiévale restaurée au-dessus de la crique rocheuse. S’y trouvent une collection d’œuvres d’art moderne régionale, des œuvres de Chagall (dont le passage à Tossa en 1933 est resté dans les mémoires), de Georges Kars, Georges-André Klein, d’Olga Sacharoff et Oskar Zügel, des mosaïques qui viennent de l’ancienne cité romaine, des objets divers du Néolithique, des outils de pierre, des céramiques ainsi que des pièces de monnaie qui sont autant de découvertes archéologiques provenant de fouilles.

Le musée fut ouvert au public en 1935 comme étant le premier musée d’art moderne en Espagne.
- Église paroissiale : cette église, dédiée au martyr Vincent de Saragossa, a été inaugurée le 29 novembre 1775, après 20 années de travaux. L’église est l’une des plus grandes du diocèse et peut contenir toute la population de Tossa de Mar. L’intérieur fut gravement détruit par la guerre civile de 1936.

À l’intérieur se trouve la chapelle Saint-Sébastien, un saint adoré par la population. Sa dévotion, qui débuta au XVe ou XVIe siècle, culmine le 20 janvier de chaque année durant la commémoration du « Vot del Poble » (engagement du peuple). Le retable du Rosaire a survécu à la destruction de 1936.
- L’Ancien Hôpital de Sant Miquel : cet ancien hôpital fut fondé en 1773 en tant qu’hôpital pour les pauvres. Le fondateur, Tomás Vidal i Rey devint riche en Amérique. C’est un bâtiment de 2 étages avec une cour centrale. Il héberge maintenant le centre culturel du village. À côté on trouve la chapelle de Sant Miquel avec un autel baroque d’une certaine importance.
- Tossa de Mar a trois principales plages :
  - La plage Tossa (Platja Gran), en face du centre-ville. Cette plage se termine à l’ouest par le château médiéval. La plage mesure 380 m de longueur et 60 m de profondeur.
  - La Mar Menuda, de l’autre côté de la baie, possède tous les services et installations habituels, dont la location d’équipement sportif. La plage est surveillée par des policiers à bicyclette. Elle mesure 180 m de long et 20 m de profondeur.
  - El Codolar se trouve derrière les murs.
- Le phare de Tossa, construit en 1917 sur le point le plus élevé de la Vila Vella à l’endroit d’un ancien château, est aujourd’hui un centre d’interprétation des phares de la Méditerranée. Toujours en activité, il est classé Bien d'intérêt culturel[2] à l'Inventaire du patrimoine architectural de Catalogne.
- La villa des Ametllers, découverte en 1914 par le docteur Ignasi Melé, date du Ier siècle av. J.-C.. Elle est composée d’une partie urbaine (pars urbana) et d’une partie rurale (pars fructuaria) bien distinctes l’une de l’autre. Elle se situe sur le versant oriental de la colline Can Magí. La pars urbana, zone noble, se situe au niveau le plus élevé et démontre l’importance de cette villa. Elle comprend un ensemble thermal, une mosaïque, une piscine avec des sculptures en marbre de Carrare et une salle à manger pour l’hiver ainsi qu’une fontaine « ninfeo »

Dans la pars fructuaria, zone industrielle située au niveau le plus bas, se trouvaient les dépôts et les salles où on travaillait les produits agricoles comme le vin, l’huile et le poisson salé. De plus on y conservait des céréales.
La majorité des structures qui ont été conservées et qui sont visibles au musée municipal datent de la période d’Auguste (fin Ier siècle av. J.-C. et Ier siècle après).
- La tour des Maures ou tour de Can Magí, bâtie au XVIe siècle sur ordre de Philippe II servait de tour de guet pour protéger la population contre les pillages et les rafles des pirates d’Afrique du Nord. Des tours de ce type étaient construites à des endroits stratégiques pour pouvoir communiquer entre elles. De jour la communication se faisait grâce à des signaux de fumée alors que de nuit elle se faisait grâce à des signaux de lumière. Il y avait en permanence un gardien dans la tour afin de prévenir les citadins d’aller se réfugier à l’intérieur des murs en cas de danger d’attaque barbaresque.

La tour est constituée de deux étages avec boiserie, arbalétrières et une barbacane.
- La croix en pierre qui indique les limites de la ville, dans un style gothique populaire, date des XIVe et XVe siècles, ses branches sont ornées de fleurs de lys et d’images du Christ crucifié (au revers) et de la Vierge Marie (sur le devant).
- Les calanques : juste au-dessus de Tossa, à seulement 4 km par la route côtière en direction de San Feliu de Guixols, la route des calanques, dont les magnifiques Cala Futadera et Cala Giverola.
- Le paradolmen d'en Garcia, un dolmen constitué dans un bloc erratique il y a environ 4 000 ans.

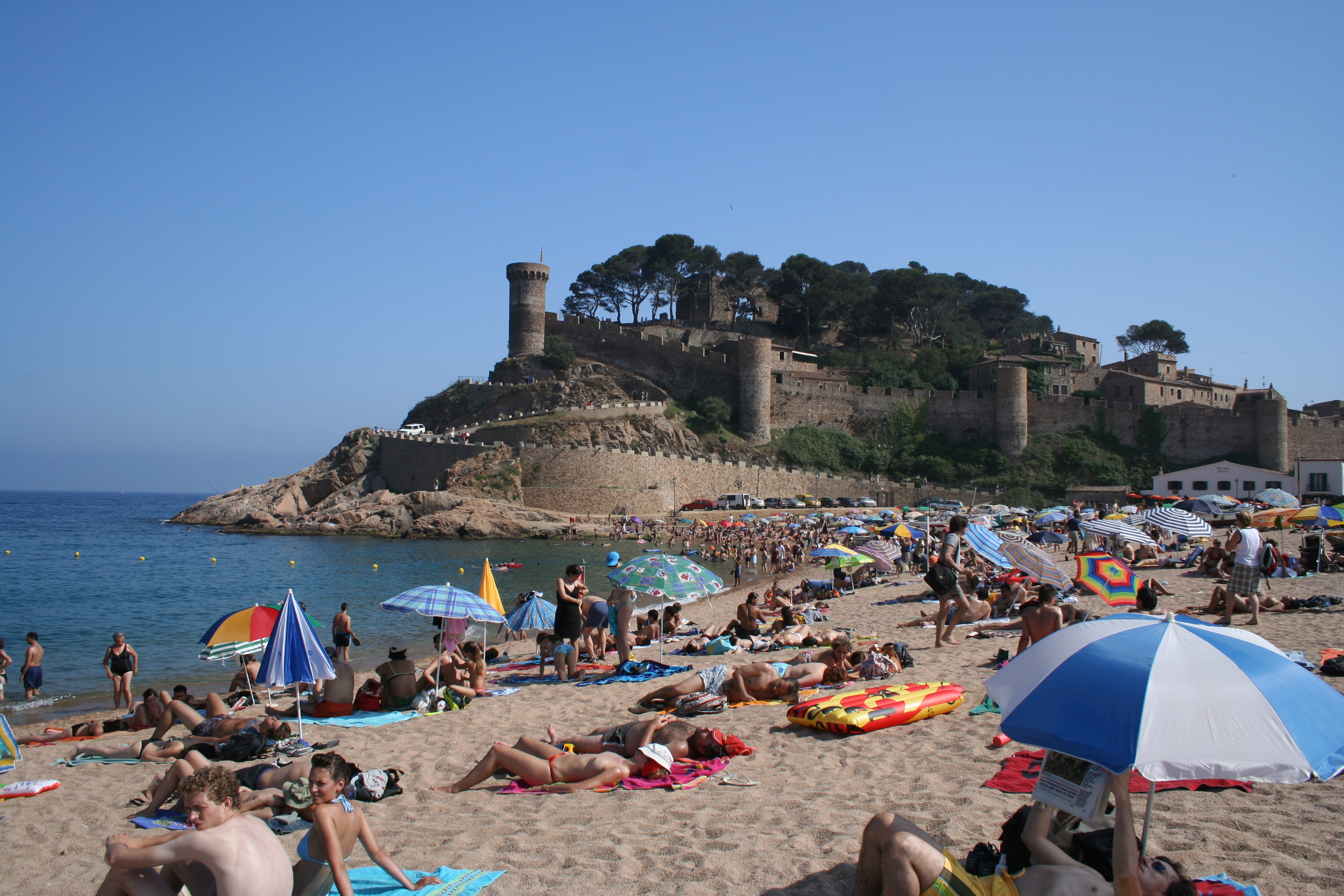
Plage et fortifications
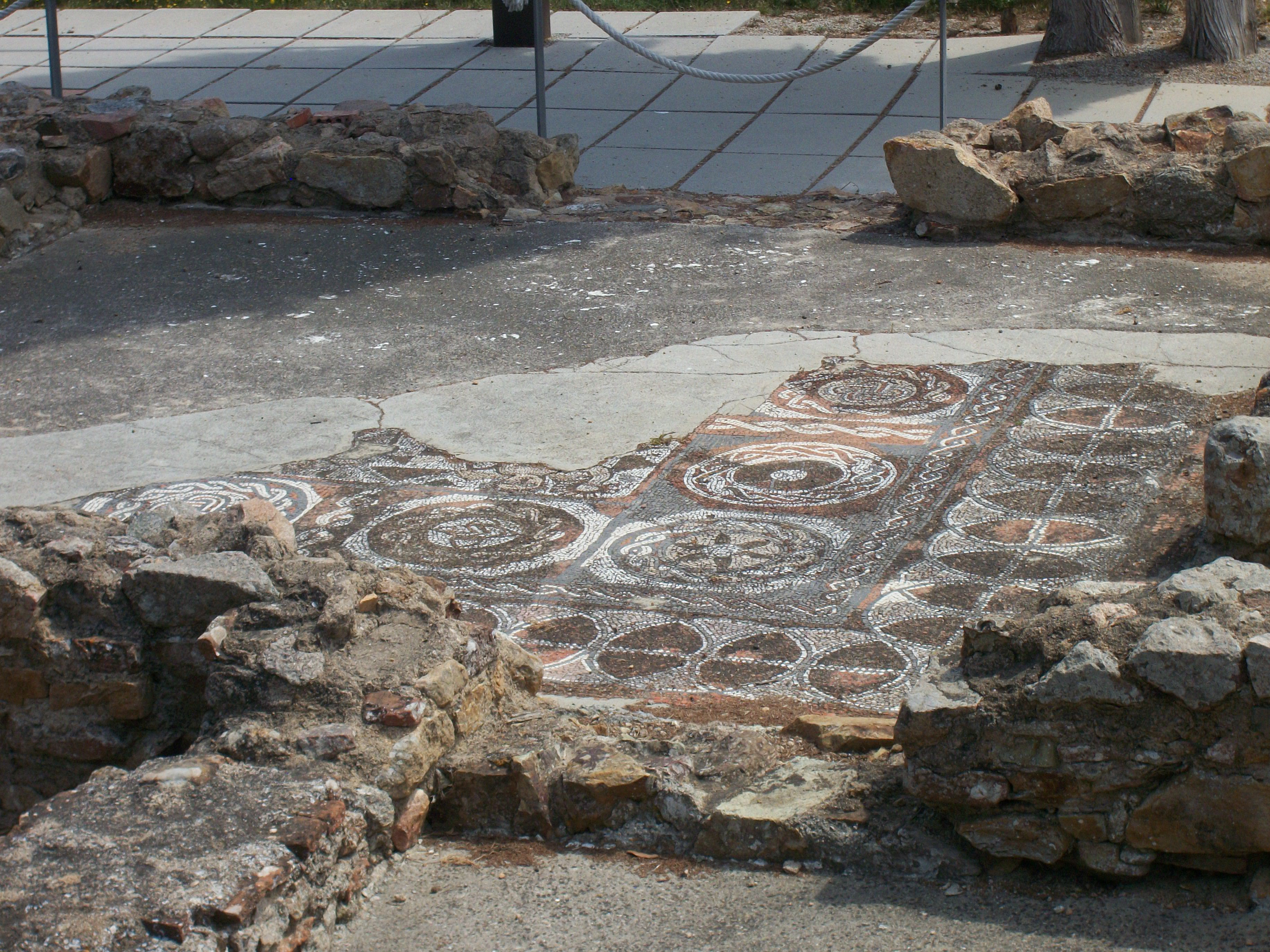
La villa des Ametllers
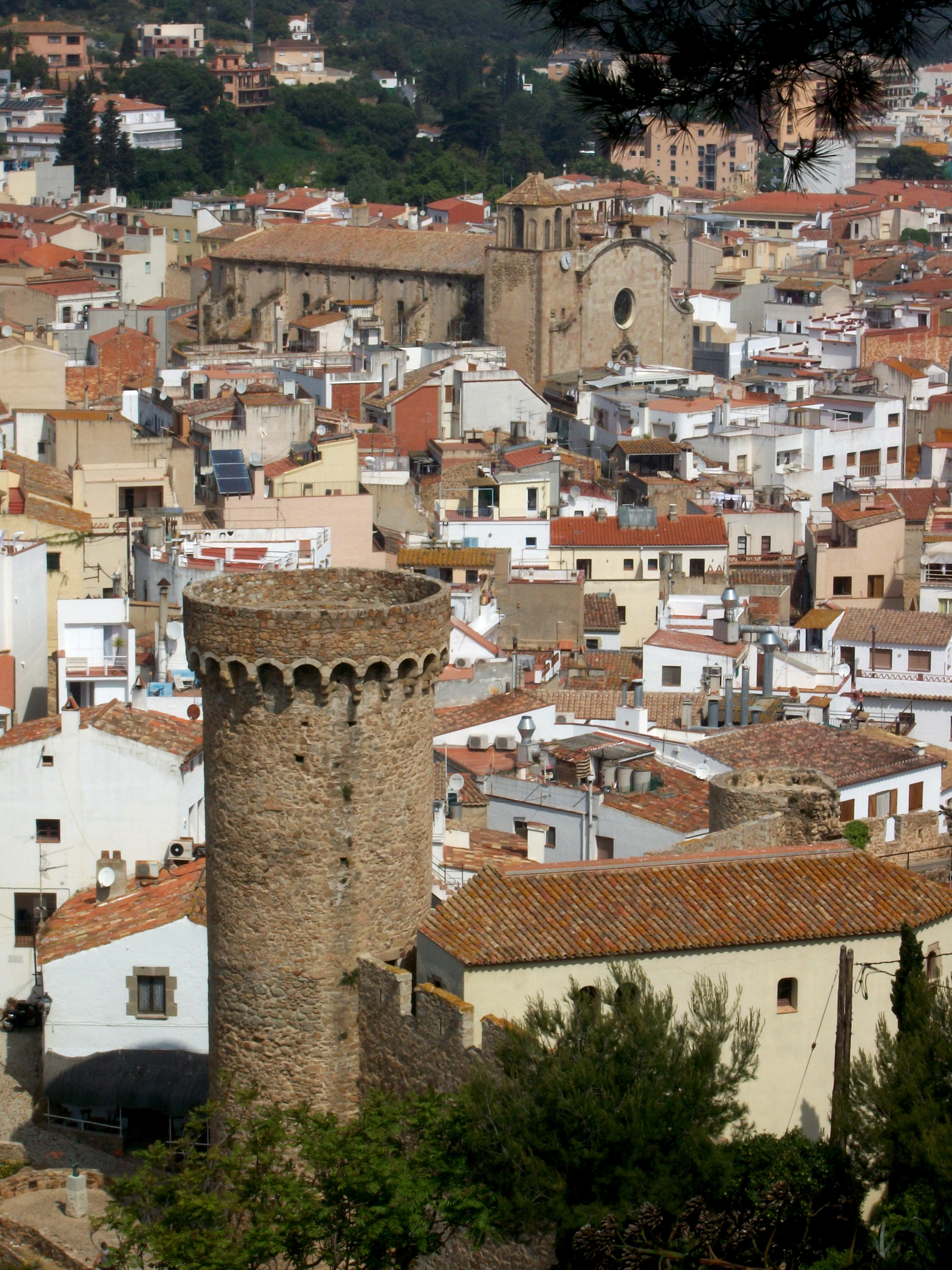
Fortification et église
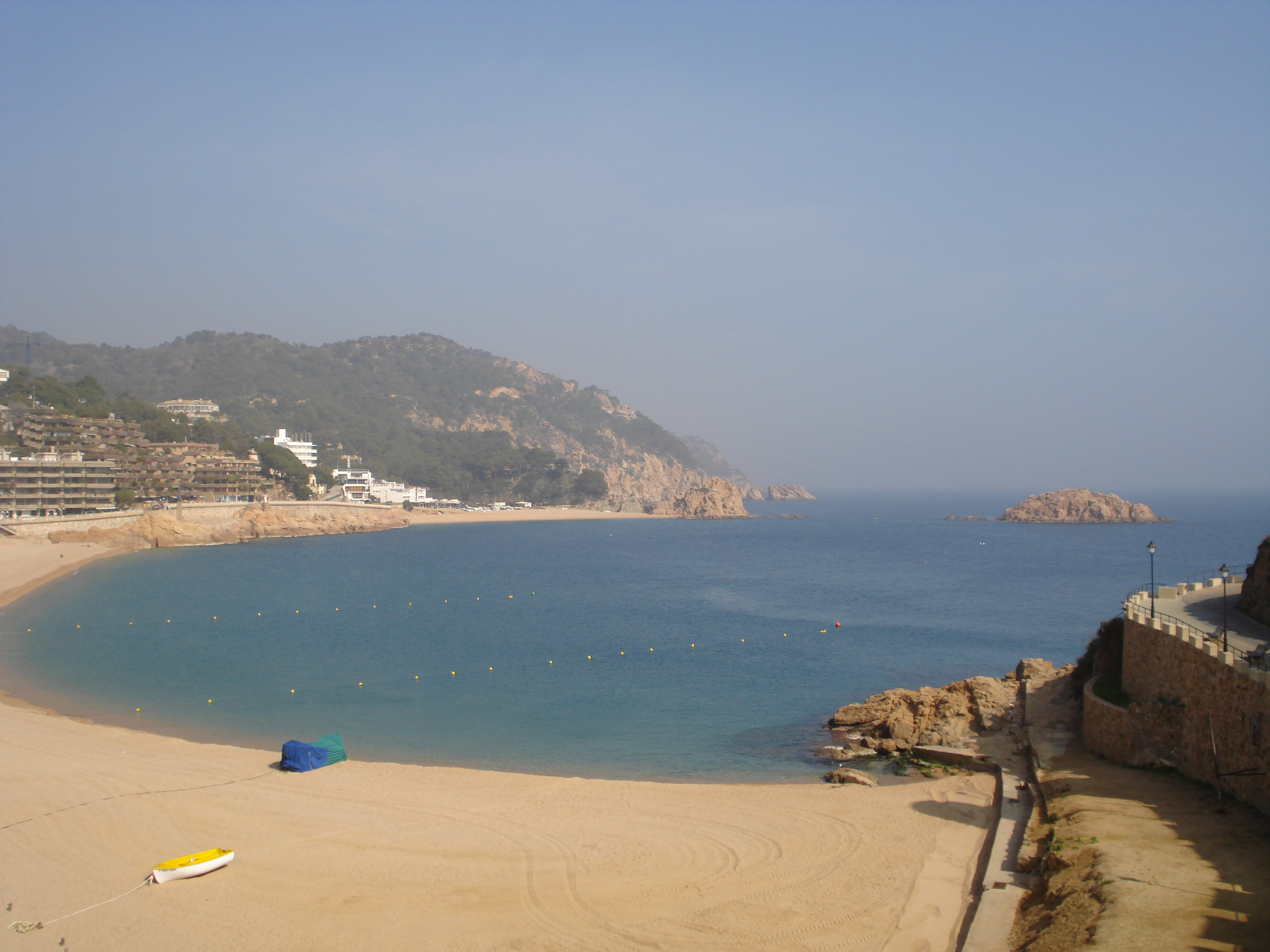
Plage en hiver
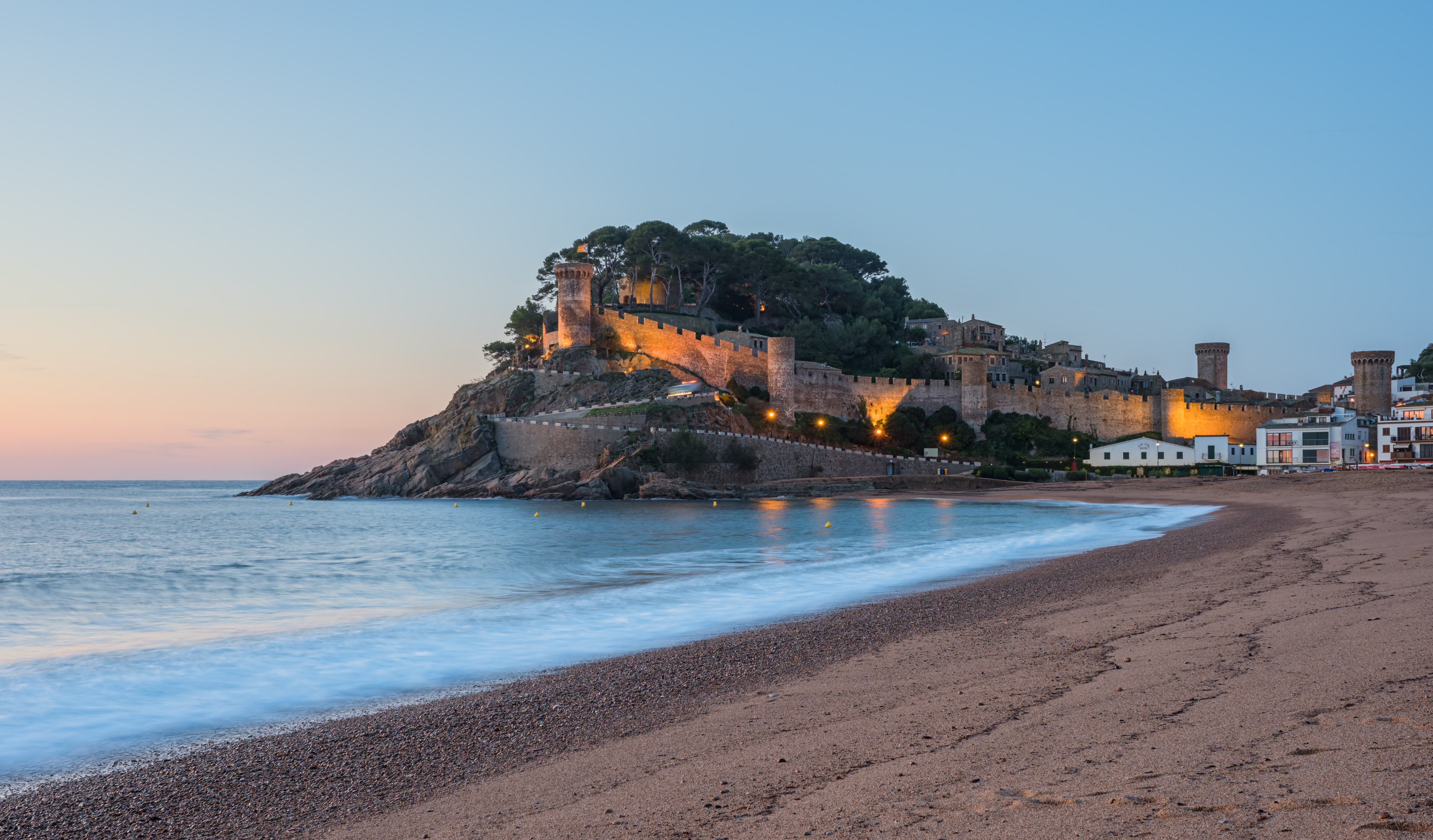
Le Castillo de Tosa de Mar (es). Octobre 2019.

### Personnalités liées à la commune
- Pere Créixams (1893-1965) : artiste catalan qui séjourna souvent dans la commune ;
- Jacques Mesrine (1936-1979) : criminel français qui y a rencontré une de ses femmes, Maria de la Soledad ;
- Andrés Velencoso Segura (1978-) : mannequin né à Tossa de Mar.

### Culture populaire
Cinéma
Le film Pandora (and the flying Dutchman) sorti en 1951, avec Ava Gardner en vedette principale, a été tourné à Tossa de Mar, rebaptisée Esperanza pour les besoins du film.
Une statue d'Ava Gardner a été érigée dans la vieille ville de Tossa, et une grande boutique de mode du centre ville porte le nom de Pandora, en hommage à Ava Gardner.
Peinture
Le peintre surréaliste André Masson et sa femme Rose ont vécu à Tossa de Mar de juin 1934 à novembre 1936, et son ami l'écrivain Georges Bataille y séjourna en avril 1936. Leurs deux fils Diègo et Luis y sont nés.